# Recerca i desenvolupament
Recerca i desenvolupament, sovint abreujat R+D, és qualsevol investigació destinada a millorar la producció de béns o la prestació de serveis. Les estadístiques sobre el nombre i entitat de les organitzacions que es dediquen a R+D poden revelar l'estat de la indústria en un país, el grau de competència o el progrés científic. Alguns mesuraments habituals són: pressupostos dedicats a R+D, nombre de patents presentades o publicacions científiques. La recerca és la indagació original planificada que persegueix descobrir nous coneixements i una superior comprensió en l'àmbit científic i tecnològic. S'entén per desenvolupament l'aplicació dels resultats de la investigació o de qualsevol altre tipus de coneixement científic per a la fabricació de nous materials o productes o per al disseny de nous processos o sistemes de producció, així com per a la millora tecnològica substancial de materials, productes, processos o sistemes preexistents.

## Indicadors
Les estadístiques sobre el nombre i entitat de les organitzacions que es dediquen a "R+D" poden revelar l'estat de la indústria en un país, el grau de competència o el progrés científic. Alguns mesuraments habituals són: pressupostos dedicats a R+D, nombre de patents presentades o publicacions científiques. És en aquest sentit que l'OCDE proposa al Manual Frascati unes directrius per a l'elaboració dels indicadors de recerca i desenvolupament.

## Personal altament qualificat
Generalment, companyies de major tecnologia no només tenen el personal més qualificat sinó que aconsegueixen extraure el màxim valor d'aquests. A Catalunya l'ICREA per mitjà d'un procés de selecció basat en el talent científic, contracta investigadors d'arreu del món. D'aquesta manera també contribueix a facilitar el retorn dels investigadors propis que han dut a terme la seva carrera investigadora en centres de fora de Catalunya.

## Generalitats
En un nivell tècnic, les organitzacions intenten utilitzar qualsevol truc per a replantejar i aplicar les tecnologies avançades a diversos propòsits i productes. Sovint reutilitzen processos de fabricació, cares certificacions de seguretat, programari especialitzat, programari d'ajuda al disseny, dissenys electrònics i subsistemes mecànics.
Aquests conceptes són els reflectits pel Reial Decret 4/2004 - text refós de la Llei sobre l'Impost de Societats a Espanya.
Es tracta d'activitats que els països tracten de potenciar a través de subvencions, deduccions, préstecs bonificats i altres polítiques de suport, pel fet que un alt nivell d'R+D implica una major fortalesa de les empreses, atès que els seus productes o processos es diferencien positivament dels de la seua competència. A més, moltes de les activitats són potencialment generadores d'avanços socials en forma de qualitat de vida (llavadores, GPS, ordinadors), millora del medi ambient (tractament de residus, motors menys contaminants, processos industrials estalviadors d'energia), la salut (indústria farmacèutica, equips per al tractament de malalties)...
Esko Aho defineix provocativament investigació com «invertir diners per a obtenir coneixement», mentre que innovació seria «invertir coneixement per a obtenir diners», el que expressa molt bé el fenomen de retroalimentació que es produeix amb una estratègia reeixida d'R+D.

## Impuls públic donat a la recerca i desenvolupament a l'Estat Espanyol
Des del 2010 la inversió pública a la recerca i desenvolupament foren majors del que s'anuncià. Entre l'inici de la crisi i el 2017 la inversió disminuí un 10%, mentre que a la Unió Europea en conjunt augmentà un 25%. L'estat central solament gastà el 29,7% (1.376 milions d'euros) del que fou pressupostat per a R+D el 2017.

## Impuls privat donat a la recerca i desenvolupament a l'Estat Espanyol
El 2015 les empreses espanyoles grans gastaren el 52,3% respecte al pressupostat, menys que la mitjana de la Unió Europea del 63,3%.